# Just Hansen
Just Michael Hansen (25. august 1812 i Næstved – 13. juni 1891 i Slagelse) var en dansk portrætmaler og fotograf, bror til C.C. Hansen.
Han var søn af konditor Niels Hansen og Birgitte Kirstine Hansen og gik på Kunstakademiet i årene 1828-36. Dernæst nedsatte han sig dette år i Slagelse som portrætmaler, og omkring september 1848 begyndte Just Hansen, som mange andre portrætmalere, at daguerreotypere. Han var således et års tid tidligere fremme med dette medium foran sin bror, der også var daguerrotypist. Som maler helligede han sig stort set portrætkunsten.
I 1852 averterede han imidlertid sit fotografiske udstyr til salg og ser ud til at have holdt en pause indtil maj 1858, hvor han fik fotografisk atelier i "Den nye Forenings Have" i Bredegade i Slagelse. Et par år senere, 1861, flyttede optagelserne til et nyt glasatelier i farver Schrøders gård på Nytorv og siden (1864) til jernstøber Nielsens gård på Nygade. Den 1. februar 1866 overdrog han atelieret til fotograf Sander Nielsen.
Just Nielsen var samtidig tegnelærer ved Slagelse lærde Skole 1837-52, ved Slagelse Realskole fra 1852 samt ved Slagelse Borgerskole. Efter 50 års virke som lærer tog Hansen i 1887 sin afsked og fik titel af kammerråd. 
Han er begravet i Slagelse.

## Værker
Maleri:
- Den hellige Catharina (kopi efter Leonardo da Vinci, udstillet 1835)
- Madonna (kopi efter Carlo Dolci, udstillet 1835)
- To Heste (kopi efter N. Berghem, udst. 1835)
- Rektor F. Dahl
- Provst Salicath (tegning, 1847)
- Dr.phil. Karsten Friis Viborg (tegning, 1847)
- Pastor P.W. van Wylich (tegning, 1847)
- Selvportræt (træsnit, 1887)
- Prospekt fra Slagelse
- Sorø Akademi
- Kristus velsigner Brødet og Vinen (kopi efter Carlo Dolci, hovedfelt i altertavle, ca. 1838, Tystrup Kirke)
- Grafik i Kobberstiksamlingen